# 切皮利
49°19′11″N 36°55′2″E / 49.31972°N 36.91722°E
切皮利（烏克蘭語：Чепіль）是位於烏克蘭東部的村莊，由哈爾科夫州伊久姆區的巴拉克利亚市镇負責管轄。該村始建於1600年，面積2.65平方公里，海拔高度83米，2001年人口991，人口密度每平方公里374.1人。